# 邱中建
邱中建（1933年6月9日—），出生于江苏南京，籍贯四川广安，石油地质专家，大庆油田、塔里木油田发现者之一，中国工程院院士，现任中国石油天然气集团公司教授级高级工程师。

## 履历
1953年，毕业于重庆大学地质系石油地质专业。1999年，当选中国工程院院士。